# 明子女王
明子女王（あきこじょおう、寛永15年（1638年） - 延宝8年7月8日（1680年8月2日））は、江戸時代前期の日本の皇族。高松宮好仁親王の王女として生まれ、後西天皇の女御となる。母は北ノ庄藩主・松平忠直の娘で徳川秀忠の養女の宝珠院寧子。
父王の好仁親王は、明子女王の生まれた寛永15年（1638年）に、男子の無いまま薨去した。このため、後水尾天皇第6皇子の秀宮を親王宣下して良仁親王（ながひとしんのう：後西天皇）となし、高松宮を継承させた。その良仁親王の妃に明子女王は内定する。慶安4年（1651年）良仁親王の元服に伴い婚儀が行われ、御息所となり、3年後の承応3年（1654年）6月に八百宮（後の誠子内親王）を産む。同年9月20日、後光明天皇が崩御、本来高貴宮（霊元天皇）が皇嗣と定められていたが、高貴宮はまだ幼少であったため、後光明天皇の兄弟で出家していない良仁親王が皇位に就くこととなった。親王は同年11月に践祚し、明暦元年（1655年）1月に即位する。明子女王はその年の5月14日に長仁親王（後、八条宮を継承する）を産む。後西天皇即位後、明子女王は女御宣下のないまま女御と称されていたが、明暦2年（1656年）に女御宣下される。寛文3年（1663年）正月、後西天皇が霊元天皇に譲位する。
明子女王は延宝8年（1680年）7月8日、病が元で43歳で薨去、妙吉祥院聖輔義英太夫人と諡される。墓所は京都市北区の龍光院。